# Sloveens voetbalelftal in 2006
Het Sloveens voetbalelftal speelde in totaal acht interlands in het jaar 2006, waaronder drie duels in de kwalificatiereeks voor het EK voetbal 2008 in Oostenrijk en Zwitserland. De ploeg stond onder leiding van bondscoach Branko Oblak, de opvolger van Bojan Prašnikar, die was weggestuurd na de 2-1 nederlaag tegen Zwitserland op 28 april 2004. Oblak stapte aan het einde van het jaar op en werd vervangen door Matjaž Kek. Op de in 1993 geïntroduceerde FIFA-wereldranglijst zakte Slovenië in 2006 van de 69ste (januari 2006) naar de 77ste plaats (december 2006).

## Balans
| Wedstrijden | Wedstrijden | Wedstrijden | Wedstrijden | Doelpunten | Doelpunten | Doelpunten | Punten |
| Gespeeld    | Winst       | Gelijk      | Verlies     | Voor       | Tegen      | Saldo      | Punten |
| ----------- | ----------- | ----------- | ----------- | ---------- | ---------- | ---------- | ------ |
| 8           | 3           | 1           | 4           | 9          | 14         | –5         | 0.875  |

## Interlands
|                                                                  |        |                        |          |                                                                                             |
| 28 februari Vriendschappelijk № 120 «onderlinge duels» 16:00 uur | Cyprus | 0 – 1                  | Slovenië | Antonis Papadopoulos Stadion, Larnaca Toeschouwers: 1.000 Scheidsrechter: Tony Asumaa (FIN) |
| 28 februari Vriendschappelijk № 120 «onderlinge duels» 16:00 uur |        | 85' Zlatan Ljubijankič |          | Antonis Papadopoulos Stadion, Larnaca Toeschouwers: 1.000 Scheidsrechter: Tony Asumaa (FIN) |

|                                                              |                                           |       |          |                                                                               |
| 1 maart Vriendschappelijk № 121 «onderlinge duels» 16:00 uur | Roemenië                                  | 2 – 0 | Slovenië | GSZ Stadion, Larnaca Toeschouwers: 300 Scheidsrechter: Valery Vyalichka (BLR) |
| 1 maart Vriendschappelijk № 121 «onderlinge duels» 16:00 uur | Ionuţ Mazilu 22' Andrej Pečnik 53' (e.d.) |       |          | GSZ Stadion, Larnaca Toeschouwers: 300 Scheidsrechter: Valery Vyalichka (BLR) |

|                                                             |                                                                     |       |                    |                                                                                |
| 31 mei Vriendschappelijk № 121 «onderlinge duels» 20:15 uur | Slovenië                                                            | 3 – 1 | Trinidad en Tobago | Arena Petrol, Celje Toeschouwers: 2.500 Scheidsrechter: Dragomir Tanović (SCG) |
| 31 mei Vriendschappelijk № 121 «onderlinge duels» 20:15 uur | Milivoje Novakovič 4' Milivoje Novakovič 16' Milivoje Novakovič 77' |       | 26' Chris Birchall | Arena Petrol, Celje Toeschouwers: 2.500 Scheidsrechter: Dragomir Tanović (SCG) |

|                                                             |                                                     |       |          |                                                                                         |
| 4 juni Vriendschappelijk № 121 «onderlinge duels» 16:30 uur | Ivoorkust                                           | 3 – 0 | Slovenië | Stade Robert Bobin, Bondoufle Toeschouwers: 8.000 Scheidsrechter: Gerald Gregoire (FRA) |
| 4 juni Vriendschappelijk № 121 «onderlinge duels» 16:30 uur | Didier Drogba 35' Didier Drogba 36' Kanga Akale 70' |       |          | Stade Robert Bobin, Bondoufle Toeschouwers: 8.000 Scheidsrechter: Gerald Gregoire (FRA) |

|                                                                  |                  |       |                    |                                                                              |
| 15 augustus Vriendschappelijk № 124 «onderlinge duels» 20:15 uur | Slovenië         | 1 – 1 | Israël             | Arena Petrol, Celje Toeschouwers: 2.500 Scheidsrechter: Pavel Královec (CZE) |
| 15 augustus Vriendschappelijk № 124 «onderlinge duels» 20:15 uur | Goran Šukalo 83' |       | 80' Yossi Benayoun | Arena Petrol, Celje Toeschouwers: 2.500 Scheidsrechter: Pavel Královec (CZE) |

|                                                                |                                                             |       |          |                                                                                        |
| 6 september EK-kwalificatie № 125 «onderlinge duels» 19:00 uur | Bulgarije                                                   | 3 – 0 | Slovenië | Vasil Levski Stadion, Sofia Toeschouwers: 16.543 Scheidsrechter: Claus Bo Larsen (DEN) |
| 6 september EK-kwalificatie № 125 «onderlinge duels» 19:00 uur | Valeri Bozhinov 58' Martin Petrov 72' Dimitar Telkijski 81' |       |          | Vasil Levski Stadion, Sofia Toeschouwers: 16.543 Scheidsrechter: Claus Bo Larsen (DEN) |

|                                                              |                                         |       |           |                                                                              |
| 7 oktober EK-kwalificatie № 126 «onderlinge duels» 19:45 uur | Slovenië                                | 2 – 0 | Luxemburg | Arena Petrol, Celje Toeschouwers: 3.500 Scheidsrechter: Panicos Kailis (CYP) |
| 7 oktober EK-kwalificatie № 126 «onderlinge duels» 19:45 uur | Milivoje Novakovič 30' Robert Koren 44' |       |           | Arena Petrol, Celje Toeschouwers: 3.500 Scheidsrechter: Panicos Kailis (CYP) |

|                                                               |                                                                                      |       |                                     |                                                                               |
| 11 oktober EK-kwalificatie № 127 «onderlinge duels» 18:00 uur | Wit-Rusland                                                                          | 4 – 2 | Slovenië                            | Dinamostadion, Minsk Toeschouwers: 21.150 Scheidsrechter: Viktor Kassai (HUN) |
| 11 oktober EK-kwalificatie № 127 «onderlinge duels» 18:00 uur | Dzyanis Kowba 17' Sergej Kornilenko 52' Sergej Kornilenko 59' Uladzimir Karytska 85' |       | 19' Boštjan Cesar 44' Klemen Lavrič | Dinamostadion, Minsk Toeschouwers: 21.150 Scheidsrechter: Viktor Kassai (HUN) |

## FIFA-wereldranglijst
| JAN | FEB | MAR | APR | MEI | JUN | JUL | AUG | SEP | OKT | NOV | DEC |
| --- | --- | --- | --- | --- | --- | --- | --- | --- | --- | --- | --- |
| 69  | 70  | 69  | 71  | 71  | 71  | 61  | 61  | 58  | 78  | 77  | 77  |

## Statistieken
| Borut Mavrič       | 1970-03-27 | SpVgg Greuther Fürth | 7 | 0 | 0 | 18 | 0  |
| Samir Handanovič   | 1984-07-14 | Rimini               | 1 | 1 | 0 | 9  | 0  |
| Verdediging        |            |                      |   |   |   |    |    |
| Branko Ilić        | 1983-02-06 | Real Betis Sevilla   | 8 | 0 | 0 | 15 | 0  |
| Matej Mavrič       | 1979-01-29 | TuS Koblenz          | 6 | 0 | 0 | 22 | 1  |
| Bojan Jokić        | 1986-05-17 | ND Gorica            | 4 | 3 | 0 | 7  | 0  |
| Boštjan Cesar      | 1982-07-09 | Olympique Marseille  | 4 | 0 | 1 | 19 | 2  |
| Aleš Kokot         | 1979-10-23 | SpVgg Greuther Fürth | 2 | 2 | 0 | 7  | 0  |
| Aleksander Knavs   | 1975-12-05 | Red Bull Salzburg    | 2 | 0 | 0 | 65 | 3  |
| Fabijan Cipot      | 1976-08-25 | NK Maribor           | 1 | 1 | 0 | 20 | 0  |
| Sebastjan Gobec    | 1979-12-06 | NK Publikum Celje    | 1 | 0 | 0 | 2  | 0  |
| Andrej Pečnik      | 1981-09-27 | NK Maribor           | 1 | 0 | 0 | 4  | 0  |
| Mišo Brečko        | 1984-05-01 | Erzgebirge Aue       | 0 | 3 | 0 | 5  | 0  |
| Janez Aljančič     | 1982-07-29 | NK Domžale           | 0 | 1 | 0 | 1  | 0  |
| Middenveld         |            |                      |   |   |   |    |    |
| Anton Žlogar       | 1977-11-24 | Anorthosis Famagusta | 7 | 0 | 0 | 19 | 1  |
| Robert Koren       | 1980-09-20 | West Bromwich Albion | 6 | 1 | 1 | 21 | 1  |
| Valter Birsa       | 1986-08-07 | FC Sochaux           | 5 | 2 | 0 | 7  | 0  |
| Nastja Čeh         | 1978-01-26 | Austria Wien         | 5 | 0 | 0 | 41 | 6  |
| Andrej Komac       | 1979-12-04 | Djurgårdens IF       | 4 | 4 | 0 | 22 | 0  |
| Milenko Ačimovič   | 1977-02-15 | Austria Wien         | 4 | 1 | 0 | 72 | 13 |
| Janez Zavrl        | 1982-12-25 | Interblock Ljubljana | 3 | 1 | 0 | 4  | 0  |
| Goran Šukalo       | 1981-08-24 | TuS Koblenz          | 1 | 2 | 1 | 27 | 1  |
| Domen Beršnjak     | 1981-07-15 | NK Publikum Celje    | 1 | 0 | 0 | 1  | 0  |
| Dalibor Stevanovič | 1984-09-27 | Real Sociedad        | 2 | 1 | 0 | 3  | 0  |
| Darijan Matič      | 1983-05-28 | Sjinnik Jaroslavl    | 0 | 1 | 0 | 1  | 0  |
| Aanval             |            |                      |   |   |   |    |    |
| Milivoje Novakovič | 1979-05-18 | 1. FC Köln           | 8 | 0 | 4 | 8  | 4  |
| Klemen Lavrič      | 1981-06-12 | MSV Duisburg         | 5 | 1 | 1 | 13 | 2  |
| Zlatan Ljubijankič | 1983-12-15 | NK Domžale           | 1 | 2 | 1 | 3  | 1  |
| Borut Semler       | 1985-02-25 | Varteks Varaždin     | 1 | 2 | 0 | 6  | 0  |
| Miran Burgič       | 1984-09-25 | AIK Solna            | 0 | 2 | 0 | 2  | 0  |
| Dejan Rusič        | 1982-12-05 | NK Publikum Celje    | 0 | 2 | 0 | 2  | 0  |

NZS · A-internationals · Bondscoaches · Selecties · Statistieken · Sloveens vrouwenelftal · Olympisch elftal · Slovenië U21 · Slovenië U20 · Slovenië U19 · Slovenië U18 · Slovenië U17 · Slovenië U16
1991 – 1999 ·
2000 – 2009 ·
2010 – 2019 ·
2020 − 2029
EK's: 1996 · 
2000 · 
2004 · 
2008 · 
2012 · 
2016 · 
2020 · 
2024
WK's: 1998 · 
2002 · 
2006 · 
2010 · 
2014 · 
2018 ·
2022
1991 · 
1992 · 
1993 · 
1994 · 
1995 · 
1996 · 
1997 · 
1998 · 
1999 · 
2000 · 
2001 · 
2002 · 
2003 · 
2004 · 
2005 · 
2006 · 
2007 · 
2008 · 
2009 · 
2010 · 
2011 · 
2012 · 
2013 · 
2014 · 
2015 · 
2016 · 
2017 · 
2018 ·
2019 ·
2020 ·
2021 ·
2022 ·
2023 ·
2024
Albanië ·
Algerije ·
Argentinië ·
Armenië ·
Australië ·
Azerbeidzjan ·
België ·
Bosnië en Herzegovina ·
Bulgarije ·
Canada ·
China ·
Colombia ·
Cyprus ·
Denemarken ·
Duitsland ·
Engeland ·
Estland ·
Faeröer ·
 Finland ·
Frankrijk ·
Georgië ·
Ghana ·
Gibraltar ·
Griekenland ·
Honduras ·
Hongarije ·
IJsland ·
Israël ·
Italië ·
Ivoorkust ·
Joegoslavië ·
Kazachstan ·
Kosovo ·
Kroatië ·
Letland ·
Litouwen ·
Luxemburg ·
Malta ·
Mexico ·
Moldavië ·
Montenegro ·
Nederland ·
Nieuw-Zeeland ·
Noord-Ierland ·
Noord-Macedonië ·
Noorwegen ·
Oekraïne ·
Oman ·
Oostenrijk ·
Paraguay ·
Polen ·
Portugal ·
Qatar ·
Roemenië ·
Rusland ·
San Marino ·
Saoedi-Arabië ·
Schotland ·
Servië ·
Servië en Montenegro ·
Slowakije ·
Spanje ·
Trinidad en Tobago ·
Tsjechië ·
Tunesië ·
Turkije · 
Uruguay ·
Verenigde Arabische Emiraten ·
Verenigde Staten ·
Wales ·
Wit-Rusland ·
Zuid-Afrika ·
Zweden ·
Zwitserland
Algerije (2010) · 
Engeland (2010) · 
Paraguay (2002) · 
Spanje (2002) · 
Verenigde Staten (2010) · 
Zuid-Afrika (2002)